# ديفيد ليبسكي
ديفيد ليبسكي (بالإنجليزية: David Lipsky)‏ (20 يوليو 1965، نيويورك في الولايات المتحدة)؛ روائي أمريكي.